# Starbon
Starbon®, também conhecido como Carmido, é um nanomaterial mesoporoso derivado de polissacarídeos que possui uma grande variedade de aplicações. Por ser um nanomaterial de grande superfície e alta porosidade, tem sido usado na captura de gases e catálise de reações, bem como na recuperação de metais preciosos e na separação e adsorção de substâncias em sistemas cromatográficos.
O material é produzido a partir de amido pirolisado, de onde vem seu nome original(do inglês, Starbon® é uma composição por aglutinação de starch+carbon, «amido+carbono», ou «Carmido»). Sua descoberta ocorreu graças a pesquisas conduzidas na Universidade de Iorque, em 2006.